# 藤本博史 (捕手)
藤本 博史（ふじもと ひろし、1976年5月10日 - ）は、兵庫県神戸市西区出身の元プロ野球選手（捕手）、野球教室、バッティングセンター経営者。

## 来歴・人物
神戸市立玉津中学校より明石南高校に入学。2年時秋、3年時春はベスト8。95年兵庫県優秀選手に選出される。卒業後、社会人野球の道に進み、河上薬品に入社。その3ヶ月後、阿部企業に移籍。97年全兵庫に選出され、対キューバ戦のスタメンマスクをかぶるなどの活躍がある。
2000年にアメリカの独立リーグであるウエスタン・ベースボール・リーグのザイオン・パイオニアーズに所属し、その後トレードでチコ・ヒートに移籍、投手も経験している。
2001年はシアトル・マリナーズ傘下AとAA、スプリングトレーニングキャンプに参加後、ザイオン・パイオニアーズの後継球団であるセントジョージ・パイオニアーズで再びプレー。

### オリックス時代
2001年のドラフト14巡目指名でオリックス・ブルーウェーブに入団。なお、入団の際の契約内容はオリックスが当時下位指名の選手に対し行っていた契約金ゼロ・一軍出場数による出来高払い制の変則契約である。2003年オフに自由契約となる。

### 米独立リーグ・社会人・台湾時代
2004年、オリックス・ブルーウェーブの仰木監督就任にあたり、同年2月1日から宮古島で行われた、オリックス・ブルーウェーブの春季キャンプに吉井理人とともに参加後、アメリカ独立リーグ・ノーザンリーグのカンザスシティ・ティーボーンズでプレーした。
2005年、社会人野球クラブチームの茨城ゴールデンゴールズ（以下茨城GG）と契約。大塚製薬と個人スポンサー契約を結び、練習試合に限り「アミノバリュー藤本」の名前でプレーした。
2006年、WBCにブルペン捕手として帯同し、世界制覇に貢献した。当時着用していた背番号は73。
2007年は台湾プロ野球 (CPBL)の中信ホエールズでプレー。

### 独立リーグ（日本）時代
2008年、四国・九州アイランドリーグの長崎セインツに選手兼任コーチとして入団するが、同年退団。その後、12球団合同トライアウトに参加する。
2009年6月11日、関西独立リーグの明石レッドソルジャーズに入団。
2010年よりコーチ兼任となる。同年8月20日、北川公一監督の休養により監督代行に就任。そのシーズン限りで明石は活動休止となる (休止のまま、2013年限りで関西独立リーグ自体が解散した)。

### プロ野球選手引退後
2011年-2013年は(スポーツマネジメント会社)株式会社バウ企画にサラリーマンとして勤務。その後2013年に株式会社Pelotaを設立し、兵庫県明石市でピエンサベースボールアカデミー、兵庫県神戸市でバッティングセンターを経営している。
2001年オリックス選手時代よりイチローのオフシーズンのトレーニングサポートを19年間務めている。
2019年にイチローが設立したチーム『KOBE CHIBEN』でもイチローとバッテリーを組む捕手としても活躍している。

## 詳細情報

### NPB記録
- 一軍公式戦出場なし

### 年度別打撃成績
| 年 度     | 球 団     | 試 合 | 打 席 | 打 数 | 得 点 | 安 打 | 二 塁 打 | 三 塁 打 | 本 塁 打 | 塁 打 | 打 点 | 盗 塁 | 盗 塁 死 | 犠 打 | 犠 飛 | 四 球 | 敬 遠 | 死 球 | 三 振 | 併 殺 打 | 打 率 | 出 塁 率 | 長 打 率 | O P S |
| --------- | --------- | ----- | ----- | ----- | ----- | ----- | -------- | -------- | -------- | ----- | ----- | ----- | -------- | ----- | ----- | ----- | ----- | ----- | ----- | -------- | ----- | -------- | -------- | ----- |
| 2007      | 中信      | 24    | 79    | 75    | 7     | 19    | 2        | 1        | 0        | 23    | 6     | 0     | 0        | 2     | 0     | 1     | 0     | 1     | 10    | 6        | .253  | .273     | .307     | .579  |
| 通算：1年 | 通算：1年 | 24    | 79    | 75    | 7     | 19    | 2        | 1        | 0        | 23    | 6     | 0     | 0        | 2     | 0     | 1     | 0     | 1     | 10    | 6        | .253  | .273     | .307     | .579  |

### 背番号
- 65 （2002年 - 2003年）
- 41 （2005年 - 2006年）
- 44 （2007年）
- 91 （2008年）
- 10 （2009年 - 2010年）